# 中山利生
中山 利生（なかやま としお、1925年3月16日 - 2004年9月30日）は、日本の政治家。衆議院議員（9期）、防衛庁長官、自民党副幹事長、衆議院安全保障委員長などを歴任。位階は正三位。

## 経歴
衆議院議員を務めた中山栄一の息子として、茨城県稲敷郡龍ケ崎町（現・龍ケ崎市）に生まれた。旧制龍ケ崎中学（現・竜ヶ崎一高）を経て、日本大学法学部を卒業。大学時代は水泳部に所属し、副主将を務めた。
大学卒業後、父の秘書を経て1969年の第32回衆議院議員総選挙に自民党公認で旧茨城県第1区から出馬し当選。以降9期当選した。法務政務次官や自治政務次官を経て、1992年12月12日、宮澤改造内閣で初入閣し、防衛庁長官に任命された。1993年12月に自民党副幹事長に就任。1998年11月に勲一等旭日大綬章を受章。2003年に政界を引退。
2004年9月30日午前8時10分、膵臓癌のため東京都港区の病院で死去。79歳没。没後、正三位に叙された。
元龍ケ崎市長の中山一生は長男。